# Amadé Tádé
Várkonyi gróf Amadé Tádé József János (Pozsony, 1782. január 11. – Bécs, 1845. május 17.) zongoraművész és zeneszerző.

## Élete
Amadé Ferenc (1758–1824) és bedeghi és berencsi gróf Nyáry Zsófia (Jozefa, 1763–1835) egyetlen gyermekeként született.
Már fiatalon feltűnt művészi zongorajátékával, különösen improvizációi váltak híresekké. 1809-ben a pozsonyi lovasezred kapitánya lett. 1825-től a vajkai szék nádora. Beiktatására azonban csak 1828-ban került sor, majd 1831-es császári udvari zenegróffá való kinevezése után 1832-ben lemondott e tisztéről. 1838-tól titkos tanácsos. 
1815-ben ismerkedett meg Heinrich Marschnerrel, illetve 1820-ban Liszt Ferenccel, akiket többekkel támogatott pályájukon.
1811. április 11-én, Bécsben nőül vette gróf Klementina von Taaffét (1796–1846); a házasság gyermektelen maradt. Amadé Tádé halálával az Amadé család fiágon kihalt.

## Művei
- 1817 Grande toccate (két zongorára)
- variációk vonósötösre.